# Glätten (Mathematik)
Glätten bedeutet im mathematischen Kontext, eine Kurve in eine Kurve mit geringerer Krümmung zu überführen, die gleichzeitig möglichst wenig vom Original abweicht. In diesem Sinn erfüllen Näherungspolynome niedriger Ordnung die Anforderungen des Glättens sehr gut. Glätten wird häufig synonym zum Wort Filtern gebraucht. Im Gegensatz zum Glätten bedeutet Filtern in der Mathematik, bestimmte Bestandteile oder Merkmale einer Kurve zu entfernen, meist Frequenzanteile oder Rauschen. Viele, aber nicht alle Filter haben auch die Eigenschaft des Glättens.
Das Verfahren, das am strengsten die Eigenschaft des Glättens erfüllt, ist die Whittaker-Henderson Methode. Hier wird das Optimum zwischen Glattheit (minimale mittlere quadratische n-te Ableitung) und Genauigkeit (minimales Fehlerquadrat zum Original) berechnet. Das Verhältnis beider Größen wird als frei wählbarer Parameter vorgegeben.

## Glättungsverfahren aus der Statistik
Ausgleichungsrechnung
Findet zu einer gegebenen Datenmenge und einem gegebenen Modell die bestapproximierenden Parameter
Regressionsanalyse
Findet Beziehungen zwischen den gegebenen Daten
Lokale Regression
Regressionsanalyse mit lokaler (meist glockenförmiger) Gewichtung der umliegenden Werte

## Glättungsverfahren ausBild-undSignalverarbeitung

### LTI-Filter
Die Fourieranalyse bildet die theoretische Basis für LTI-Filter. Sie zerlegt eine Funktion in eine Reihe von Sinus-Funktionen unterschiedlicher Frequenz. Aus diesem Frequenzspektrum können dann selektiv hohe Frequenzen gelöscht werden. 
Es ist aber nicht zwingend notwendig, das Spektrum tatsächlich auszurechnen, denn es gibt eine äquivalente Methode, um Frequenzen aus einem Signal herauszufiltern: die sog. Faltung des Signals mit einem Filterkern (oft nur Filter genannt). Beispiel: Faltung mit dem Rechteck-Filter. Sie besteht einfach darin, an jeder Stelle des Signals den Wert jeweils durch den Mittelwert ihrer Nachbarn zu ersetzen. Komplexere Filter zeichnen sich dadurch aus, dass sie gewichtete Mittelwerte darstellen.
Im Kontext eindimensionaler Signale, wie Ton oder Spannungsverläufe, werden Filter, die hohe Frequenzen unterdrücken, Tiefpass-Filter genannt. Im Kontext zweidimensionaler Signale wie Bildern spricht man von Weichzeichnen. Verschiedene solcher Filter stehen zur Verfügung. Sie unterscheiden sich darin, mit welchem Gewicht benachbarte Werte in den Mittelwert eingehen. Einige bekannte Filter sind:
Rechteck-Filter
Seine Verwendung kann zu Artefakten führen, da er regelmäßig Frequenzen um eine halbe Periodenlänge verschiebt.
Sinc-Filter
stellt den idealen Tiefpass dar, d. h., er löscht Frequenzen oberhalb der gewünschten Schranke völlig aus; alle anderen bleiben unangetastet.
Gauß-Filter
schwächt Frequenzen stärker ab, je höher sie sind.
Exponentielle Glättung und gleitende Durchschnitte
werden häufig bei Zeitreihen eingesetzt. Die Gewichtung der Werte fällt exponentiell mit dem Alter ab. Die jüngsten Daten haben das höchste Gewicht.

### Nichtlineare Filter
Da die pauschale Unterdrückung hoher Frequenzen auch Kanten „verwischt“, existieren weitere Verfahren, die diese versuchen zu erhalten:
Rangordnungsfilter
verwenden im Gegensatz zum Rechteck-Filter nicht den Mittelwert, sondern bspw. den Median oder das Maximum.
Sigmafilter
Reduziert den Rauschanteil von Bildern, ohne die Kanten zu verfälschen.